# Kettering
Kettering – miasto w Anglii, w hrabstwie Northamptonshire, siedziba dystryktu (borough) Kettering. Położone jest nad rzeką Ise, która jest dopływem Nene. W 2001 roku miasto liczyło 51 063 mieszkańców.

## Historia
Nazwa miasta, a w szczególności końcówka -ing pochodzi z czasów anglosaskich (inga bądź ingas oznacza plemię, lud). Około X wieku nazwę tę pisano: Cytringan, Kyteringas i Keteiringan. W czasach średniowiecza na terenach Kettering znajdowały się jedynie lasy i łąki. Miasto rozwinęło się w XIX wieku, dzięki przemysłowi obuwniczemu. Kettering jest wspomniana w Domesday Book (1086) jako Cateringe.

## Rozrywka
Najbardziej popularnym miejscem dla turystów jest Wicksteed Park w południowej części miasta, którego założycielem jest Charles Wicksteed. Jest to park rozrywki, gdzie odbywają się wszystkie główne wydarzenia miasta. Możliwość odwiedzenia licznych galerii i muzeów miasta, takich jak: Manor House Museum, Alfred East Gallery, Museum and Gallery Family Events. Miasto posiada kino (Odeon) i teatr (The Lighthouse).

## Kettering Town F.C.
W 1872 w mieście został założony klub piłkarski Kettering Town F.C. W latach 1986–2001, 2002–2003 i 2008–2012 uczestniczył w rozgrywkach Conference National, stanowiących piąty poziom ligowy w Anglii.

## Transport
Przez miasto przebiega linia kolejowa Midland Main Line. Spółka East Midlands Trains zapewnia regularne połączenia między stacją Kettering a londyńskim dworcem St Pancras International oraz miastem Leicester (prowadzące dalej w kierunku Nottingham, Derby i Sheffield).

## Miasta partnerskie
- Kettering
- Lahnstein